# Chüealphorn
Chüealphorn är en bergstopp i Schweiz.   Den ligger i regionen Prättigau/Davos och kantonen Graubünden, i den östra delen av landet, 190 km öster om huvudstaden Bern. Toppen på Chüealphorn är 3 078 meter över havet, eller 511 meter över den omgivande terrängen. Bredden vid basen är 13,2 km.
Terrängen runt Chüealphorn är bergig söderut, men norrut är den kuperad. Närmaste större samhälle är Davos, 14,2 km norr om Chüealphorn. 
Trakten runt Chüealphorn består i huvudsak av gräsmarker. Runt Chüealphorn är det mycket glesbefolkat, med 4 invånare per kvadratkilometer.